# Montfortaner
Die Montfortaner, auch Montfort-Patres, (Ordenskürzel SMM; französisch Compagnie de Marie; lateinisch Societas Mariae Montfortana) sind eine römisch-katholische Ordensgemeinschaft von Priestern und Brüdern und ein anerkanntes Institut des geweihten Lebens.

## Geschichte

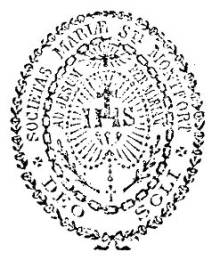
Siegel der Ordensgemeinschaft der Montfortaner (19. Jahrhundert)

Die Ordensgemeinschaft wurde 1705 von Louis-Marie Grignion de Montfort in Poitiers gegründet, um seine 1704 in der Bretagne, der Normandie, im Poitou und in der Saintonge begonnene Tätigkeit in der Volksmission zu festigen und auf ein strukturelles Fundament zu stellen. Seine Marienverehrung ist noch heute ein wesentlicher Teil der Ordensspiritualität, die sich auch in der Krankenpflege äußert.
Die Frühphase der jungen Kongregation war geprägt durch den Tod ihres Gründers im Jahr 1716, die geringe Mitgliederzahl und die daraus resultierenden Schwierigkeiten bei der kirchlichen Anerkennung. Zu dieser Zeit zählte die Ordensgemeinschaft lediglich zwei Priester und vier Ordensbrüder, die sich zunächst in Saint-Pompain zurückzogen, bevor sie 1718 ihre Tätigkeit wieder aufnahmen. 1722 wurde René Mulot zum Generalsuperior gewählt, in dessen Amtszeit die Kongregation ihre Missions- und Predigttätigkeit wieder intensivierte. Besondere Schwerpunkte stellten dabei in dieser Zeit die Predigt gegen den Jansenismus sowie die Förderung der Verehrung des Heiligsten Herzes Jesu und der Jungfrau Maria durch das tägliche Rosenkranzgebet dar.  Am 12. September 1748 approbierte Papst Benedikt XIV. die Kongregation lediglich mündlich.
Nach der Französischen Revolution reorganisierte der von 1821 bis 1841 amtierende Generalsuperior Gabriel Deshayes die Ordensgemeinschaft der Montfortaner und konnte am 20. Mai 1825 von Papst Leo XII. schließlich das Decretum laudis, mit dem die Gründung gutgeheißen wurde, erwirken. In der Folge stieg die Mitgliederzahl der Ordensgemeinschaft deutlich. 1829 wurde der Seligsprechungsprozess für Louis-Marie Grignion de Montfort eröffnet. Während der von 1855 bis 1877 dauernden Amtszeit von Père Denis als Generalsuperior wurde das erste Noviziat der Montfortaner gegründet. Infolge der antikirchlichen Bestrebungen der französischen Regierung gegen Ende des 19. Jahrhunderts mussten die Montfortaner 1880 Frankreich verlassen und ließen sich in den Niederlanden nieder, wo sie ein Noviziat und ein Scholastikat errichteten.
1883 kamen die Montfortaner nach Kanada und übernahmen die Leitung eines Waisenhauses in Wentworth im Bistum Ottawa. Im August desselben Jahres gründeten sie ein Noviziat in Les Laurentides. Ebenfalls 1883 eröffneten die Montfortaner eine Schule in Schimmert. Am 22. Januar 1888 wurde der Ordensgründer durch Papst Leo XIII. seliggesprochen. 1890 folgten die Gründung eines Noviziats und eines Scholastikats in der Nähe von Ottawa sowie 1900 einer Missionsschule in Papineauville und eines Scholastikats in Rom. 1904 wurden die Konstitutionen der Ordensgemeinschaft endgültig approbiert. Am 20. Juli 1947 erfolgte durch Papst Pius XII. die Heiligsprechung von Louis-Marie Grignion de Montfort.

## Tätigkeit und Verbreitung
1962 zählte die Gemeinschaft 1.853 Mitglieder, die in sieben internationalen Missionsprovinzen wirkten. 2017 war die international wirkende Gemeinschaft in 36 Ländern vertreten und unterhielt in 10 Ordensprovinzen 156 Pfarren, in denen 606 Priester und 240 Ordensleute tätig waren. Hinzu kamen einige Regionen und Vikariate. Die Schwerpunkte der Arbeit der Montfortaner Patres liegen in der Gemeindeseelsorge, aber ebenso in der Jugendarbeit, im kirchlichen Beratungsdienst, in Exerzitien und Einkehrtagen sowie in der Krankenhausseelsorge und Krankenpflege. Das Generalat der Montfortaner befindet sich in Rom.
Seit 1948 betreiben die Montfortaner in Deutschland Niederlassungen, woraus sich 1979 eine Ordensprovinz etablierte. Der Sitz des Provinzials in Deutschland ist in Bonn.

## Generalsuperiore
- 1821–1841 Gabriel Deshayes
- 1855–1877 Père Denis
- 1993–2005 William Joseph Considine
- 2005–2017 Santino Brembilla
- 2017–2023 Luiz Augusto Stefani
- 2023–0000 Yoseph Putra Dwi Darma Watun

## Bekannte Montfortaner-Patres
- Martin Meulenberg (1872–1941), Apostolischer Vikar in Island
- Alain-Sébastien Le Breton (1888–1964), Bischof von Toamasina, Madagaskar
- Johánnes Gunnarsson (1897–1972), Apostolischer Vikar in Island
- John Baptist Hubert Theunissen (1905–1979), Erzbischof von Blantyre in Malawi
- Cornelius Heiligers (1909–1975), Generalsuperior 1958–1969
- Lambertus van Kessel (1912–1980), Bischof von Sintang in Indonesien
- Hendrik Hubert Frehen (1917–1986), Bischof von Reykjavík
- Phil Bosmans (1922–2012), Verfasser geistlicher Schriften und Telefonseelsorger
- François Gayot (1927–2010), Erzbischof von Cap-Haïtien in Haiti
- Gérard-Joseph Deschamps (1929–2022), Bischof von Bereina
- José Alberto Rozo Gutiérrez (1937–2018), Apostolischer Vikar in Puerto Gaitán in Kolumbien
- Alessandro Pagani (* 1937), Bischof von Mangochi in Malawi
- Luciano Nervi (1938–2005), Bischof von Mangochi in Malawi
- Pier Luigi Nava (* 1953), Ordenspriester und Kurienmitarbeiter
- Thomas Luke Msusa (* 1962), Erzbischof von Blantyre in Malawi
- Rui Manuel Sousa Valério (* 1964), Metropolit und Patriarch von Lissabon